# Cloisonné-Mauerwerk

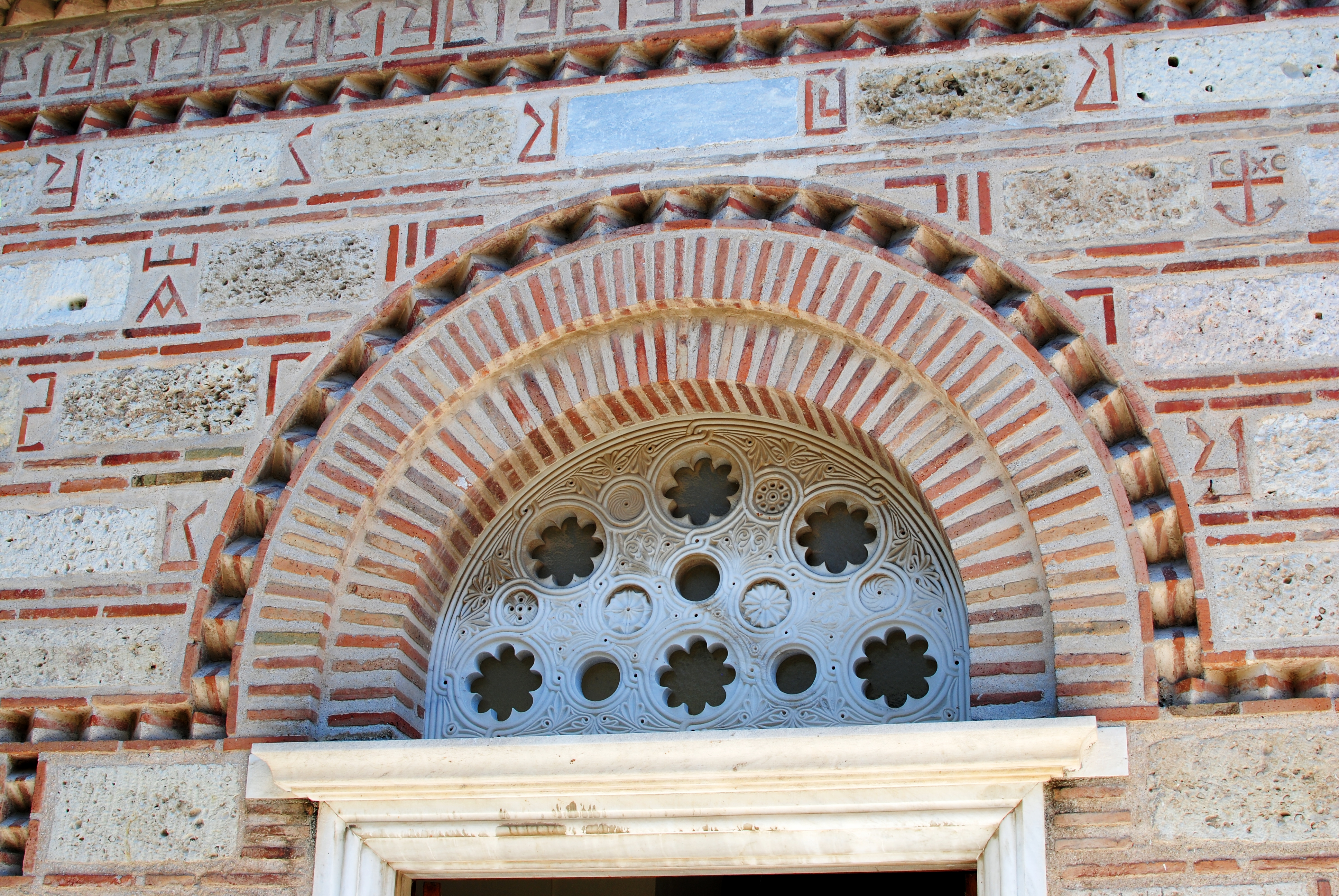
Cloisonné-Mauerwerk an der Apostelkirche, Athen

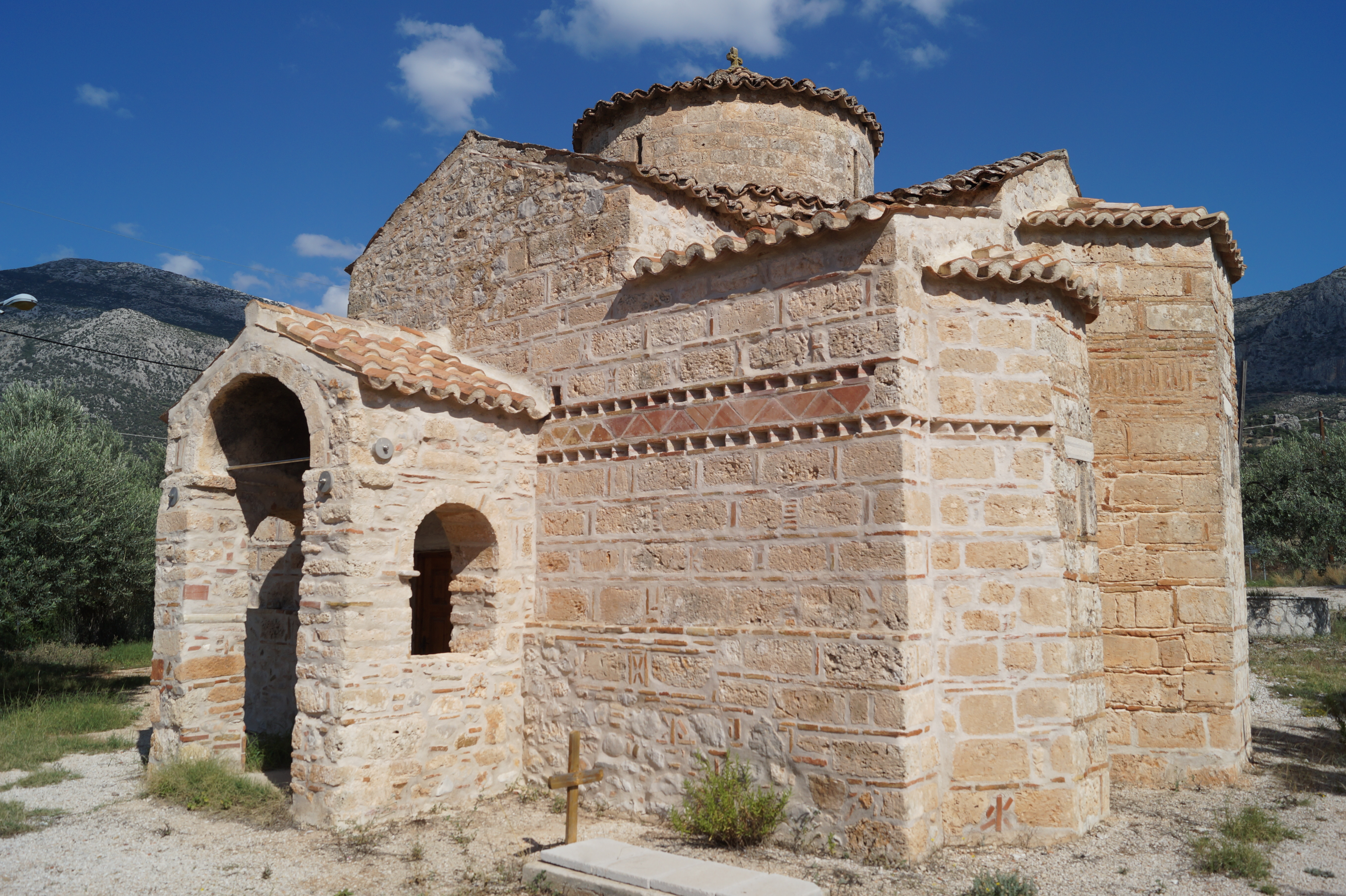
Cloisonné-Mauerwerk an der Agios Ioannis Theologos-Kirche bei Lygourio

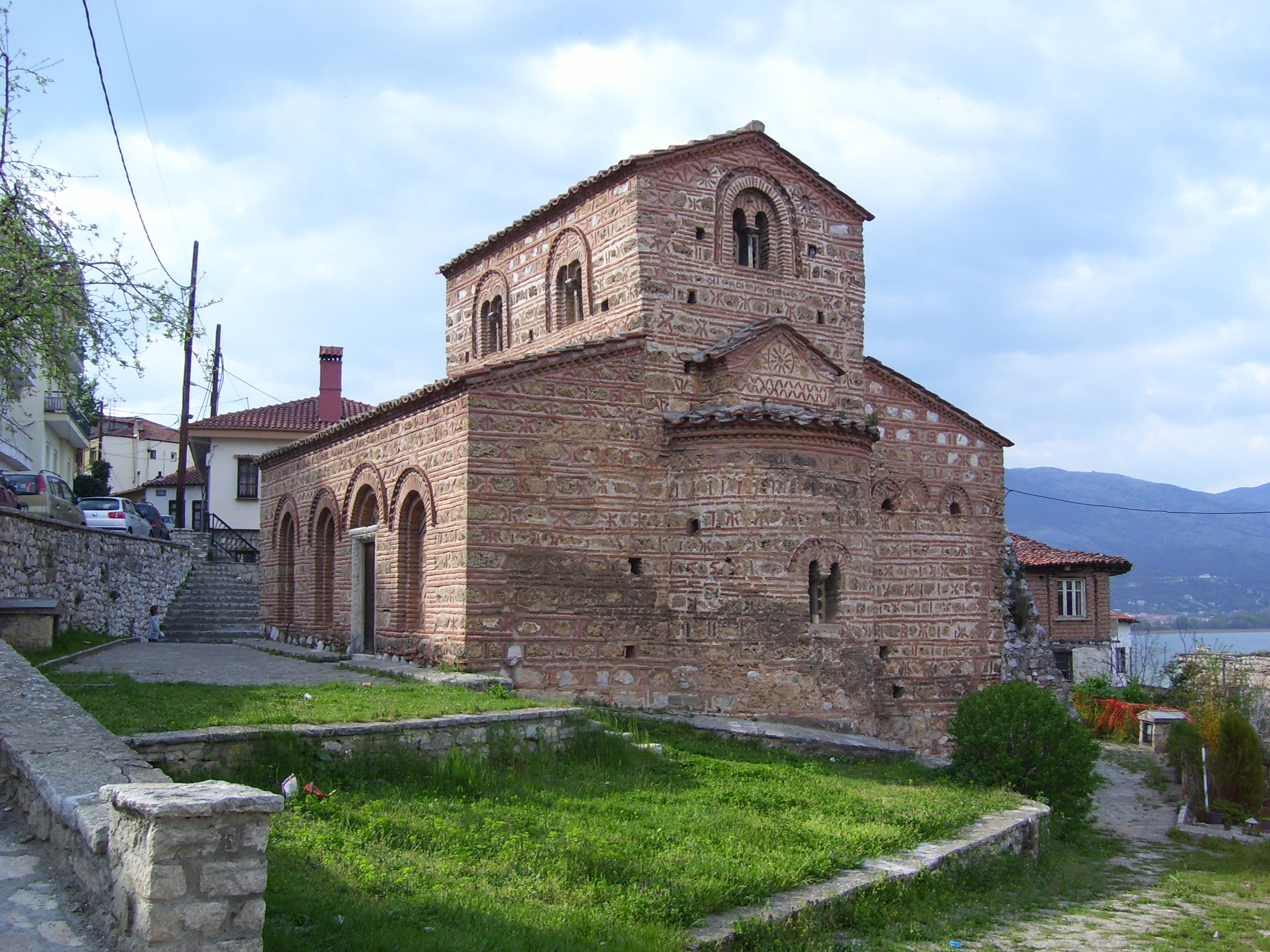
Kirche der Agii Anargiri in Kastoria

Cloisonné-Mauerwerk (frz. cloisonné; zu cloison „Abtrennung“) wird ein byzantinisches Mauerwerk der helladischen Schule genannt. Bei dieser Mauertechnik sind die einzelnen Steine durch dünne rote Ziegel an allen Seiten voneinander getrennt. Hierfür werden neben Ziegel hauptsächlich Poros-Steine als Baumaterial verwendet. Beim Mauern werden zwischen nebeneinander liegenden Steinen senkrecht dünne Ziegel eingesetzt. Über eine Lage Steine wird waagerecht eine Lage Ziegel verlegt. Dadurch ist jeder Stein auf allen Seiten von Ziegeln umgeben. Das Cloisonné-Mauerwerk ist charakteristisch für mittelbyzantinische (7. Jahrhundert–1453) Gebäude in Griechenland.
Gelegentlich werden zwischen Cloisonné-Mauerwerk dekorative Bänder oder Friese mit Verzierungen und pseudokufischer Schrift aus Ziegeln angelegt. Auch zwischen den Steinen können kompliziertere Muster aus mehreren Ziegel erscheinen. Die Steine können auch fast vollständig durch Ziegelmuster ersetzt werden, wie es zum Beispiel bei der Kirche der Agii Anargiri in Kastoria der Fall ist.